# Arany Málna díj a legrosszabb filmzenének
A legrosszabb filmzene Arany Málna díját (angolul: Golden Raspberry Award for Worst Musical Score) a Los Angeles-i székhelyű Arany Málna Díj Alapítvány  1982 és 1986 között ítélte oda több száz akadémiai tag szavazata alapján annak az előző évben készült és forgalomba került amerikai filmnek, amelynek zenei anyaga, vagy annak egy része a „legcsapnivalóbb” volt.
A díjra jelölt öt-öt alkotás listáját minden év elején, az Oscar-díjra jelöltek kihirdetése előtti napon hozták nyilvánosságra. A „nyertes” megnevezése egy hónappal később, az Oscar-gála előtti napon történt, valamelyik hollywoodi vagy Santa Barbara-i rendezvényteremben tartott ünnepség keretében.

## Díjazottak és jelöltek
| „Győztes” – félkövérrel szedve, szürkéskék háttérrel |

### 1980-as évek
| Év   | „Győztesek” és jelöltek                                                                        |
| ---- | ---------------------------------------------------------------------------------------------- |
| 1982 | Az álarcos lovas legendája, zeneszerző: John Barry                                             |
| 1982 | A mennyország kapuja, zeneszerző: David Mansfield                                              |
| 1982 | Az erőszak utcái, zeneszerző: Tangerine Dream                                                  |
| 1982 | A szivárvány alatt, zeneszerző: Joe Renzetti                                                   |
| 1982 | Zorro, a penge, zeneszerző: Ian Fraser                                                         |
| 1983 | The Pirate Movie, zene: Kit Hain                                                               |
| 1983 | Lepke, zene: Ennio Morricone                                                                   |
| 1983 | Bosszúvágy 2., zene: Jimmy Page                                                                |
| 1983 | Monsignor, zene: John Williams                                                                 |
| 1983 | A dolog, zene: Ennio Morricone                                                                 |
| 1984 | The Lonely Lady, zene: Charles Calello, Jeff Harrington, J. Pennig, és Roger Voudouris         |
| 1984 | Querelle, zene: Peer Raben                                                                     |
| 1984 | Superman III, hangszerelte és vezényel: Giorgio Moroder                                        |
| 1984 | Yentl, zene: Michel Legrand, szöveg: Marilyn Bergman és Alan Bergman                           |
| 1984 | Il mondo di Yor, zene: John Scott és Guido és Maurizio de Angelis                              |
| 1985 | Bolero, zene: Peter Bernstein, szerelmes jelenetek zenéje: Elmer Bernstein                     |
| 1985 | Metropolis (újravágott változat) és Thief of Hearts, zene: Giorgio Moroder                     |
| 1985 | Énekes izompacsirta, eredeti zene és szöveg: Dolly Parton, hangszerelte és vezényel: Mike Post |
| 1985 | Sheena, a dzsungel királynője, zene: Richard Hartley                                           |
| 1985 | Pasivadászat kezdőknek, eredeti zene: Lévay Szilveszter                                        |
| 1986 | Rocky IV, zene: Vince DiCola                                                                   |
| 1986 | Amerika fegyverben, zene: John Corigliano                                                      |
| 1986 | Lázas szenvedély, zene: Thomas Dolby                                                           |
| 1986 | Salamon király kincse, zene: Jerry Goldsmith                                                   |
| 1986 | Turk 182!, zene: Paul Zaza                                                                     |